# Armadillidium decorum
Armadillidium decorum är en kräftdjursart som beskrevs av Brandt 1833. Armadillidium decorum ingår i släktet Armadillidium och familjen klotgråsuggor. Inga underarter finns listade i Catalogue of Life.